# Ficus thonningii

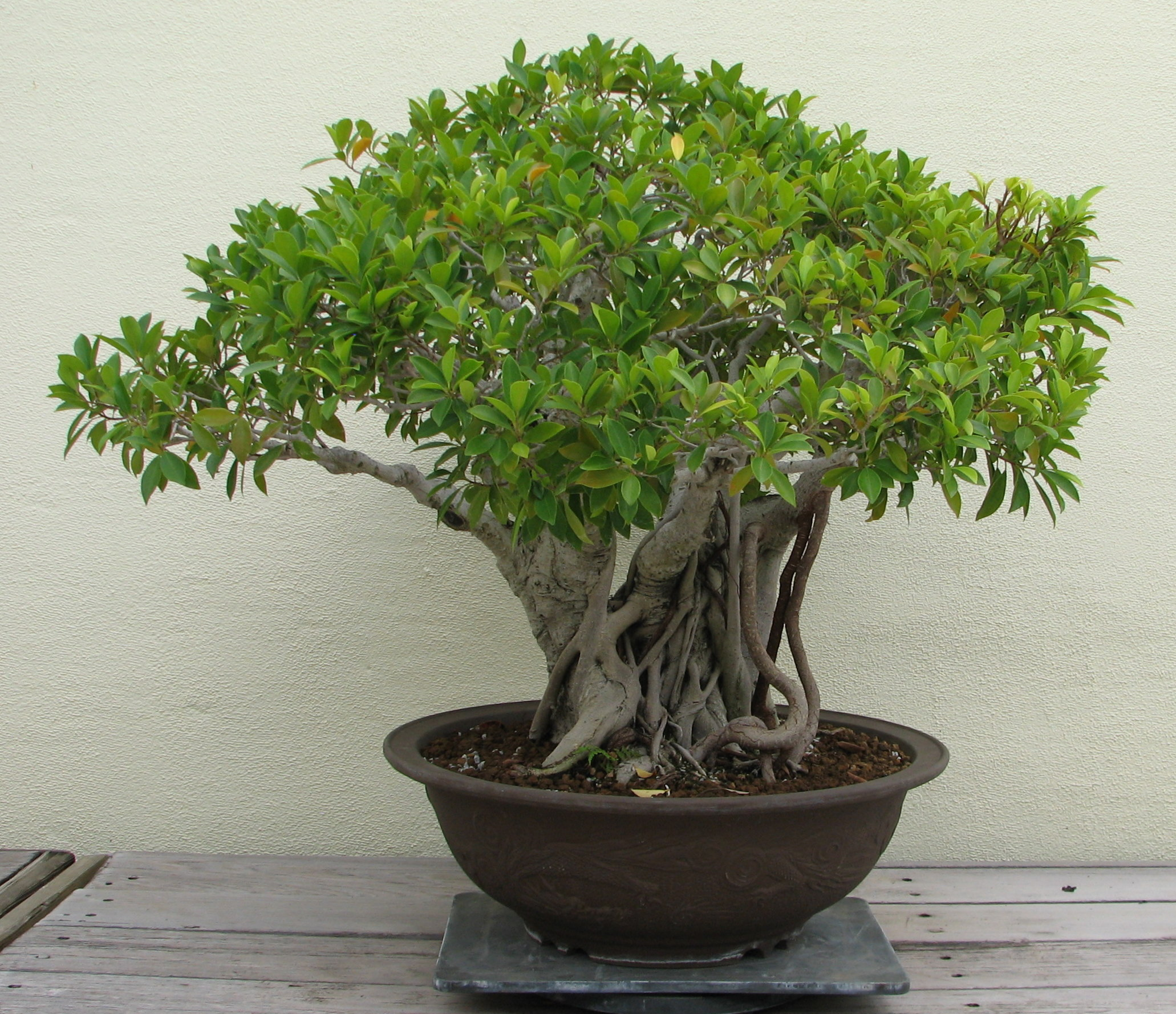
Bonsai de Ficus thonningii.

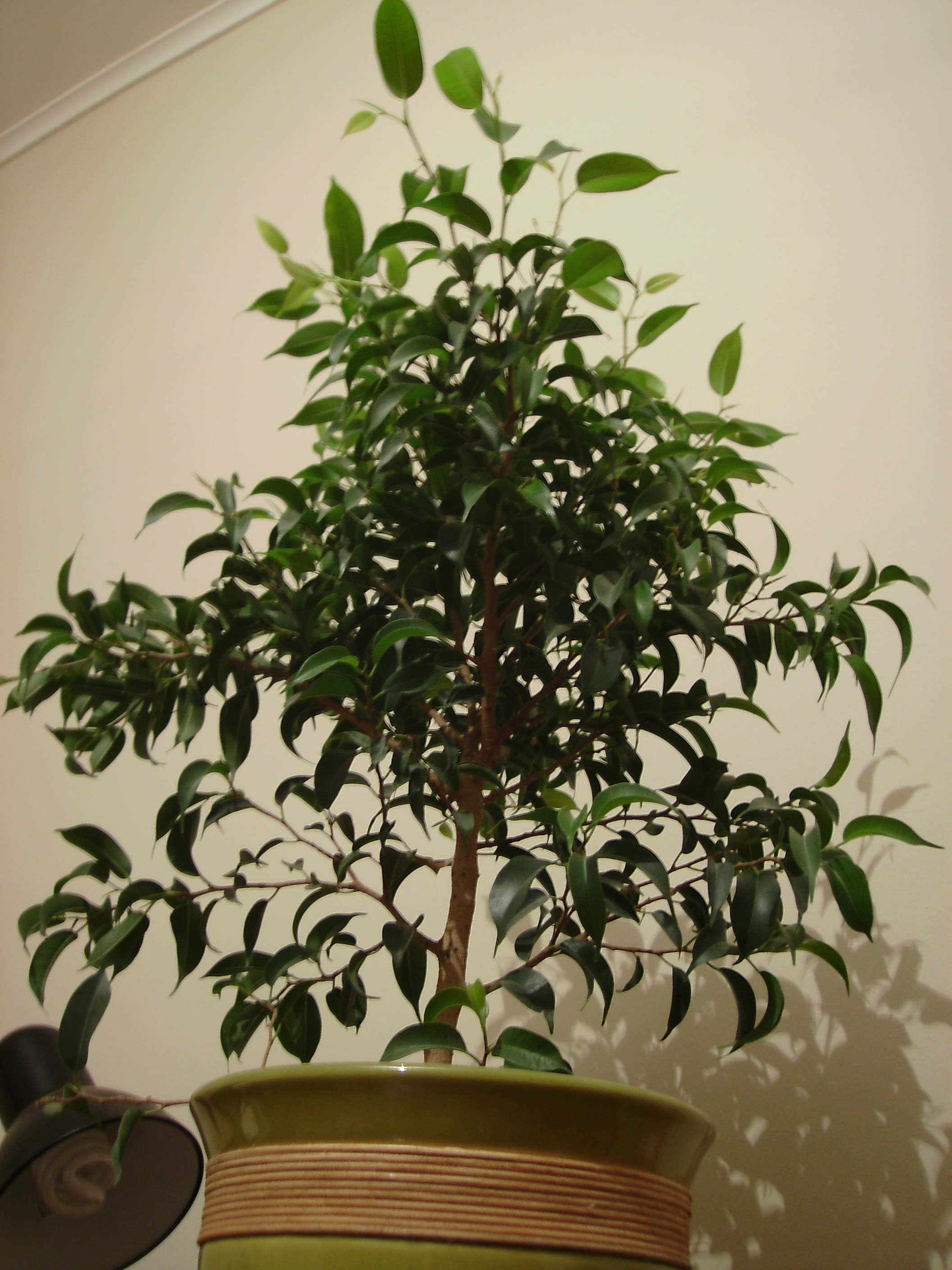
Ficus nan en maceta, com a adorn d'interiors.

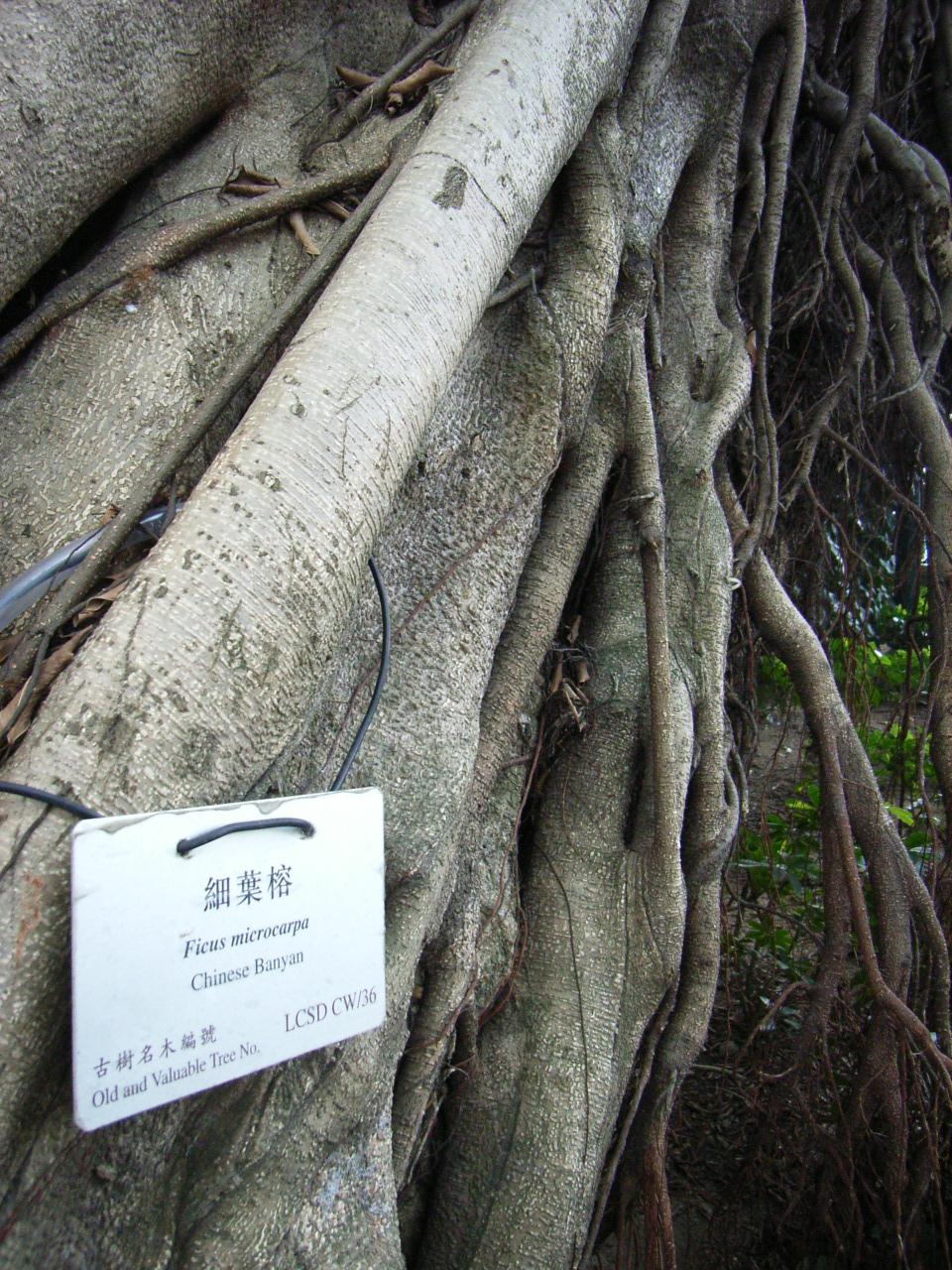
Ficus thonningii a Hong Kong.

Ficus thonningii és una espècie d'arbre o arbust del gènere Ficus de la família de les Moràcies, que es troba natiu des del sud i sud-est d'Àsia fins a Austràlia.

## Descripció
Arbre perennifoli de gran desenvolupament, d'ampla i densa copa, amb tronc gruixut ramificat a poca alçada, que produeix un suc lletós i gomós, denominat làtex. L'escorça és grisenca i llisa. La base del tronc és eixamplada. Brancatge abundant, el que el converteix en un excel·lent arbre d'ombra per a passeigs. Fulles alternes, de 4 a 9 cm de longitud, de color verd brillant a l'anvers, una mica coriàcies, de forma ovoide el·líptica, amb la base i l'àpex atenuats.
El fruit és un fruit fals, denominat figa, que en realitat és un conjunt de flors modificades (inflorescència) en una estructura sucosa, trobant-se disposats en forma axil·lar, sèssils, normalment agrupats en parells, amb forma una mica piriforme i de color verd groguenc, tornant-se porpra a la maduresa. Mesuren una mica menys d'un centímetre de diàmetre. Estan presents gairebé tot l'any, caient contínuament a terra.

## Distribució i hàbitat
F. thonningii és un banià natiu des de Sri Lanka a l'Índia, sud de la Xina, l'arxipèlag Malai, les illes Ryukyu, Austràlia i Nova Caledònia.
 F. thonningii es troba àmpliament distribuït com a planta ornamental, sent un dels arbres més comuns als carrers dels països de clima càlid.
El seu pol·linitzador simbiòtic, la vespa de les figues Parapristina verticillata s'ha introduït, juntament amb el Ficus microcarpa, a nombrosos països. Aquest arbre es considera com una espècie invasora a Hawaii, Florida, i Bermuda, a més de a Amèrica Central i Sud-amèrica.

## Cultiu i usos
A més a més del seu cultiu com a planta d'ombra als carrers dels països càlids, es conrea com a planta d'interiors als habitatges dels països més freds i com a planta de bonsais. A causa del seu origen és una planta a la qual no li agraden les baixes temperatures, de manera que a l'hivern cal protegir-la del fred a l'interior de casa o en un hivernacle càlid, amb molta llum, però sense sol directe, i a temperatures superiors a 12 °C. Cal tenir especial cura amb els canvis bruscos de temperatura pel fet que és molt sensible a aquests i podria arribar a perdre totes les fulles per aquesta raó.
La resta de l'any la seva situació ha de ser exterior, parcialment ombrejat, aconseguint així que recuperi el seu color verd i un creixement de les tiges i fulles a una mida més adequada al seu cultiu com bonsai. No obstant això, a les zones de clima mediterrani pot viure a l'exterior durant tot l'any.

## Ecologia
Les fulles d'aquesta planta serveixen d'alimentació a les larves de les arnes de l'espècie Agape chloropyga.

## Taxonomia
Ficus thonningii va ser descrita per Carl Ludwig Blume i publicada a Rumphia 2: 17. 1836.

### Etimologia
- Ficus: nom genèric que es deriva del nom donat en llatí a la figa.[2]
- thonningii: epítet llatí que significa "amb petites llavors".[3]

### Sinonímia
| - Ficus annobonensis Mildbr. & Hutch. - Ficus basarensis Warb. ex Mildbr. & Burret - Ficus bequaertii De Wild. - Ficus bongoensis Warb. - Ficus burkei (Miq.) Miq. - Ficus butaguensis De Wild. - Ficus chlamydodora Warb. ex Engl. - Ficus cognata N.E.Br. - Ficus crassipedicellata De Wild. - Ficus crassipedicellata f. angustifolia De Wild. - Ficus crassipedicellata f. boonei De Wild. - Ficus crassipedicellata var. cuneata De Wild. - Ficus cyphocarpa Mildbr. - Ficus dekdekena (Miq.) A.Rich. - Ficus dinteri Warb. - Ficus dissocarpa Hochst. ex A.Rich. - Ficus dusenii Warb. - Ficus erici-rosenii R.E.Fr. - Ficus eriocarpa Warb. - Ficus galpinii Warb. - Ficus goetzei Warb. - Ficus hochstetteri A.Rich. - Ficus hochstetteri var. glabior Miq. - Ficus iteophylla Miq. - Ficus kagerensis Lebrun & Touss. | - Ficus mabifolia Warb. - Ficus mammigera R.E.Fr. - Ficus medullaris Warb. - Ficus microcarpa Vahl - Ficus neriifolia A.Rich. - Ficus neurocarpa Lebrun & Touss. - Ficus persicifolia Welw. ex Warb. - Ficus petersii Warb. - Ficus phillipsii Burtt Davy & Hutch. - Ficus psilopoga Welw. ex Ficalho - Ficus pubicosta Warb. ex De Wild. & T.Durand - Ficus rhodesiaca Warb. ex Mildbr. & Burret - Ficus rokko Warb. & Schweinf - Ficus ruficeps Warb. - Ficus rupicola Lebrun & Touss. - Ficus ruspolii Warb. - Ficus schimperi (Miq.) A.Rich. - Ficus schimperi var. hochstetteri Mildbr. & Burret - Ficus schinziana Warb. - Ficus spragueana Mildbr. & Burret - Ficus tropophyton Lebrun & Touss. - Urostigma burkei Miq. - Urostigma dekdekena Miq. - Urostigma hochstetteri Miq. - Urostigma schimperi Miq. |